# 京須偕充
京須 偕充（きょうす ともみつ、1942年11月12日 - ）は、落語の録音プロデューサー、落語評論家。日本文芸家協会会員。

## 来歴
東京生まれ。慶應義塾大学法学部卒業。CBSソニー第1AV事業部制作三部課長、A&R第五部次長を経て、ソニー・ミュージックエンタテインメント・チーフプロデューサー。
ソニー・ミュージック（旧：CBS・ソニー）のプロデューサーとして、6代目三遊亭圓生の「圓生百席」や3代目古今亭志ん朝の作品など、数多くの落語レコード、CDの制作を手がけている。また、「朝日名人会」（有楽町朝日ホールで開催）、「朝日いつかは名人会」（浜離宮朝日ホールで開催）などの落語会をプロデュースしている（この落語会は録音することを前提としても開催）。
2006年から、TBSテレビ（他にはBS-TBS、CS TBSチャンネル）で放送されている『落語研究会』に出演し、落語の解説をしている。
2003年 - 2010年、文化庁芸術選奨選考委員（大衆芸能部門、研究・評論部門）。
2011年、第11回林家彦六賞特別賞受賞。
2024年、TBSテレビ『落語研究会』解説を卒業。9月15日、地上波放送回が最後の出演となった。

## 著作
- 圓生の録音室（青蛙房、1987）、中公文庫、1999、ちくま文庫、2007、講談社文芸文庫、2023
- みんな芸の虫（青蛙房、1989）
- 芝居と寄席と（青蛙房、1991）
- はなし家写真館 名手10傑・聴かせる視点（写真：横井洋司、青蛙房、1995.3）
- らくごコスモス 落語、昨日今日明日（弘文出版、1996）
- ガイド落語名作100選（弘文出版、1999）
- ガイド落語名作プラス100選（弘文出版、1999）
- 古典落語CDの名盤（光文社新書、2004）
- 落語博物誌噺・噺家・高座をめぐるアイテム112（弘文出版、2005）
- 志ん朝の高座（写真：横井洋司、筑摩書房、2005）
- 落語名人会 夢の勢揃い（文春新書、2005）
- 古典落語 これが名演だ!（光文社新書、2005）
- とっておきの東京ことば（文春新書、2006）
- 落語で江戸のうらおもて（ちくま文庫、2006）
- NHK趣味悠々「落語をもっと楽しもう」テキスト（執筆のみ、日本放送出版協会、2006）
- 戦後10年 東京の下町（文春新書、2007）
- 幇間（たいこもち）は死なず 落語に学ぶ仕事術（ソニー・マガジンズ新書、2007）
- 志ん朝の走馬灯（ちくま文庫、2009）
- こんな噺家は、もう出ませんな 落語［百年の名人］論（講談社、2011）
- 落語の聴き熟し―噺の真意・人物の本音・演者の狙いを聴く（弘文出版、2011）
- 落語家 昭和の名人くらべ（文藝春秋、2012）
- 落語名作200席〈上下〉（角川ソフィア文庫、2014）
- これで落語がわかる―知っておきたいアイテム112（弘文出版、2017）

## 編纂
- 志ん朝の落語 1 - 6（ちくま文庫、2003 - 2004）
- 雑誌 落語〈37号〉落語30年これまでとこれからの（弘文出版、2008）
- 落語ことば・事柄辞典（著：榎本滋民 / 編：京須偕充、角川ソフィア文庫、2017）
- 「昭和落語名演 秘蔵音源CDコレクション」（2024年2月～3月、アシェット・コレクションズ・ジャパン）- 監修・執筆（創刊号～第3号まで）

## 出演
＊落語研究会関連を除く。
- アナザーストーリーズ 運命の分岐点「落語を救った男たち　天才現る！古今亭志ん朝の衝撃」（NHKBSプレミアム・2017年6月13日、NHK総合・2021年9月4日)
- 伊集院光とらじおと (TBSラジオ)、2021年8月31日） - ゲスト
- 古今亭志ん生没後50年追善興行（新宿末廣亭、2023年9月12日昼・20日昼）- 座談会ゲスト